# Lieselotte Borghijs
Lieselotte Borghijs (Veurne, 26 de julio de 2005) es una deportista belga que compite en vela en la clase Nacra 17. Ganó una medalla de bronce en el Campeonato Europeo de Nacra 17 de 2024.

## Palmarés internacional
| \| Campeonato Europeo \| Campeonato Europeo \| Campeonato Europeo \| Campeonato Europeo \| \| Año \| Lugar \| Medalla \| Clase \| \| ------------------ \| ------------------ \| ------------------ \| ------------------ \| \| 2024 \| Palermo (Italia) \| Medalla de bronce \| Nacra 17 \| |                  |                   |          |
| Campeonato Europeo |                  |                   |          |
| Año | Lugar            | Medalla           | Clase    |
| 2024 | Palermo (Italia) | Medalla de bronce | Nacra 17 |